# Santa Isabel, Chihuahua
Santa Isabel là một đô thị thuộc bang Chihuahua, México. Năm 2005, dân số của đô thị này là 3820 người.